# Reigns
Reigns est un jeu vidéo de stratégie développé par Nerial et édité par Devolver Digital, sorti en 2016 sur Windows, Mac, Linux, iOS et Android.
Le joueur y incarne successivement chaque roi d'une lignée, ceux-ci devant rester sur le trône le plus longtemps possible en conservant un équilibre entre les différents contre-pouvoirs.

## Système de jeu
Dans Reigns, le roi qu'incarne le joueur devra tenter de conserver le pouvoir en gardant le contrôle sur les quatre forces du royaume : l’Église, le peuple, l'armée et les finances, qu'il ne devra ni trop favoriser, ni trop mésestimer sous peine de perdre la partie et de devoir recommencer avec le souverain suivant. Pour ce faire, le roi devra chaque tour répondre aux demandes de personnages récurrents (général, paysan, bourreau, chien, etc.) représentés par une carte. Ces choix binaires sont réalisés par un mouvement de la souris (sur ordinateur) ou du doigt (sur appareil mobile) à gauche ou à droite, ce qui a valu au jeu des comparaisons systématiques avec l'application mobile de rencontre Tinder,,.
En plus de cette quête de longévité, le joueur pourra compléter des objectifs lui permettant d'obtenir de nouvelles cartes de personnage et donc de nouveaux scénarios. Il pourra aussi chercher à découvrir toutes les morts possibles, qui seront conservées dans la section "memento mori" de la page principale du jeu.

## Développement
Le jeu a été développé par Nerial, un studio de développement créé en 2013 par le français François Alliot et basé à Londres. L'aspect graphique a lui été conçu par Mieko Murakami, la musique par Disasterpeace et Mateo Lugo, et enfin l'habillage sonore par Eric van Amerongen.
François Alliot, dans un article publié sur Polygon, a déclaré avoir voulu "se moquer de la manière dont nos sociétés réagissent à la complexité, particulièrement dans la politique moderne", prenant pour exemple le choix binaire proposé lors du Brexit. Ainsi, il était voulu que "le joueur perçoive constamment l'intervalle entre les conséquences terribles des décisions qu'ils prenaient en tant que roi et l'absurdité du choix entre deux options seulement", créant ainsi un "contraste comique". La vie d'un monarque est ainsi résumée à "une (généralement) courte succession de mauvaises décisions finissant inévitablement par la mort du roi, de préférence horrible".

## Accueil
Reigns est bien reçu par les critiques à sa sortie, notamment sur support smartphone du fait de son format plus adapté par sa simplicité et par la réutilisation de la mécanique dite de swipe de Tinder, en témoignent les sites d'agrégation de notes GameRankings et Metacritic. Cependant, The Guardian note que certains choix n'auraient "aucun sens", les conséquences d'une action pouvant être "tirées à pile ou face à moins d'avoir déjà vu la carte auparavant et mémorisé ses effets". De plus, le jeu se révèlerait répétitif, les 400 cartes uniques revenant très souvent.
Téléchargé plus de 100 000 fois sur Android, il aurait été vendu toutes plateformes confondues à plus d'un million d'exemplaires selon un communiqué du développeur.

### Récompenses
- Nommé au Develop Awards 2016 dans la catégorie "Mode de narration" ("Use of narration")[15],[16]
- Finaliste au Indieplus 2016[15]
- Nommé au Unity Awards 2016 dans la catégorie "Puzzle"[17]
- Vainqueur du Ludicious Award 2017 dans la catégorie "Compétition internationale"[18]

## Extensions
Le jeu a reçu plusieurs mises à jour, essentiellement des corrections de bug et des ajouts de langues.
Le 29 mars 2017, une mise à jour gratuite rajoute 100 nouvelles cartes, parmi lesquelles un nouveau personnage et de nouveaux objectifs et façons de mourir.
Le 7 décembre 2017, Reigns: Her Majesty, un second jeu permettant d'incarner une reine et apportant de nouvelles mécaniques, sort sur Windows, Mac, Linux, iOS et Android, avec l'apport de Leigh Alexander à l'écriture, Arnaud de Bock au visuel et Jim Guthrie et J.J. Ipsen à la musique.
Le 18 octobre 2018, Reigns: Game of Thrones sort sur iOS, Android, et Steam. Le jeu permet d'incarner les personnages principaux de Game of Thrones dans l'univers de la série.